# Black Sabbath: The Dio Years
Black Sabbath: The Dio Years är ett samlingsalbum av heavy metal-bandet Black Sabbath, utgivet 2007. Det innehåller låtar från perioden med Ronnie James Dio som sångare för bandet. Låtarna 1-5 och 13 är tagna från albumet Heaven and Hell, 6-10 från Mob Rules och 11-12 från Dehumanizer. Det innehåller även tre nyinspelade låtar, "The Devil Cried", "Shadow of the Wind" och "Ear in the Wall".

## Låtlista
1. "Neon Knights" - 3:52
2. "Lady Evil" - 4:24
3. "Heaven and Hell" - 6:59
4. "Die Young" - 4:45
5. "Lonely Is the Word" - 5:51
6. "The Mob Rules" - 3:16
7. "Turn Up the Night" - 3:42
8. "Voodoo" - 4:35
9. "Falling Off the Edge of the World" - 5:05
10. "After All (The Dead)" - 5:42
11. "TV Crimes" - 4:02
12. "I" - 5:14
13. "Children of the Sea" - 6:14 (live)
14. "The Devil Cried" - 6:01 (ny sång)
15. "Shadow of the Wind" - 5:40 (ny sång)
16. "Ear in the Wall" - 4:05 (ny sång)

## Medverkande
- Ronnie James Dio - sång
- Tony Iommi - gitarr
- Geezer Butler - bas
- Bill Ward - trummor (spår 1–5)
- Vinny Appice - trummor (spår 6–16)
- Geoff Nicholls - keyboard (spår 1–13)